# Wiljuiplateau
Das Wiljuiplateau (russisch Вилюйское плато) ist ein bis 962 m hohes Mittelgebirge des Mittelsibirischen Berglandes in Sibirien bzw. Russland auf der Grenze der Republik Sacha (Jakutien), der Region Krasnojarsk und der Oblast Irkutsk (Asien).

## Geographie

### Geographische Lage
Das Wiljuiplateau gehört zu den zentralen Gebirgsteilen des Mittelsibirischen Berglandes und breitet sich beiderseits des nördlichen Polarkreises aus. Es befindet sich insbesondere am Oberlauf des namensgebenden Wiljui und besteht aus einem etwa 400 mal 200 km großen Kernbereich. In Richtung Nordwesten leitet das Bergland zum Putoranagebirge über, nach Norden zum Anabarplateau, nach Osten fällt sie allmählich zum weitläufigen Unterlauftal der Lena und nach Südosten in die Mitteljakutische Niederung ab und nach Süden leitet sie zum Lenaplateau über.

### Gewässer
Das Wiljuiplateau ist Quell- und Verlaufsgebiet vieler Flüsse – unter anderem gehören dazu: Daldyn, Marcha, Morkoka, Olenjok, Wiljui und Ygyatta. Es gibt auch zahlreiche Seen und Stauseen – wie den Wiljui-Stausee (2.360 km²; 40,4 km³).

### Ortschaften und Infrastruktur
Im Wiljuiplateau und im Übergangsbereich zum Lenaplateau liegen unter anderem diese Ortschaften: Almasny, Chordogoi, Ekonda, Mirny, Swetly, Sologonzy, Tschernyschewski und Udatschny. Über Teile des Plateaus führt die Fernstraße A331 Wiljui.

## Geologie, Flora und Klima
Geologisch betrachtet ist das Wiljuiplateau aus präkambrischen metamorphen Gesteinen sowie frühpaläozoischen Gesteinen aufgebaut; zu finden sind neben Kalkstein zum Beispiel auch Trapp und Dolomit. Im Bereich des Wiljuiplateaus erreicht der Permafrostboden mit 1500 m seine weltweit größte Mächtigkeit.
In den Hochlagen breitet sich die Vegetation von Tundra und Waldtundra aus, an den Hängen die Taiga mit spärlich gedeihenden Lärchen und in den Flusstälern liegen Gras und Wiesenlandschaften. Das Klima ist stark kontinental mit harten Wintern geprägt.